# Glenbuck
Glenbuck (en gaélique : Gleann Buic) est un petit village éloigné de l'East Ayrshire. Il se niche dans les collines, à un peu moins de 5 km à l'est de Muirkirk, dans le comté de l'East Ayrshire, en Écosse.

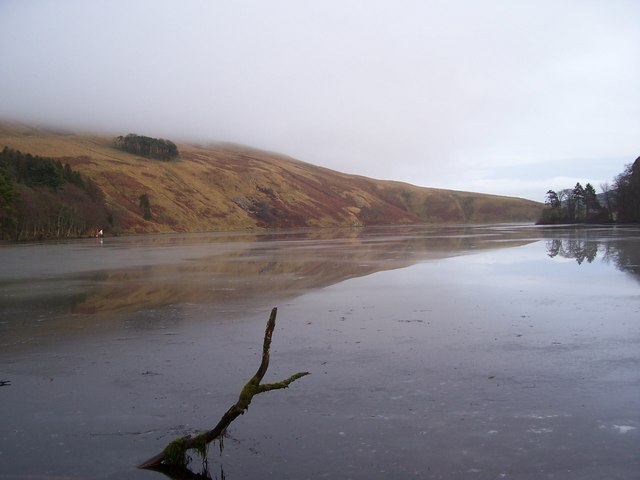
Glenbuck Loch.

## Le Loch de Glenbuck
Le village était légèrement à l'ouest de Glenbuck Loch, sur le fleuve Ayr, tout près de la limite entre l'Ayrshire et le South Lanarkshire. Le loch a été créé par un certain James Finlay en 1802 pour ses turbines « Catrine Lace Mill », restées en service jusqu'en 1967.
La rivière faisait tourner également une douzaine d'autres moulins. La mise en place de digues a permis de drainer la vallée et de mettre en place la route le long de la moderne A70. Elle a aussi ouvert la voie au chemin de fer aux environs de 1839.

## Économie
Glenbuck a été une communauté prospère de mineurs mais la dernière mine a fermé en 1931. Incapable de fournir du travail aux anciens mineurs, le village a vu sa population décliner. La mémoire du village est riche de ces souvenirs.
Ce fut également un centre de production de l'acier, des hauts fourneaux ont été construits et ont subsisté jusqu'à récemment. Utilisés de 1795 à 1813, ils appartenaient à la Glenbuck Iron Co. dont les archives sont au « Scottish Records office ».
Les tisserands étaient aussi nombreux et Stair Row à Glenbuck était la rue où ils travaillaient et vivaient. Le dernier d'entre eux a disparu en 1880.

## Glenbuck House
Un propriétaire minier, Charles Howatson, construit en 1879 une splendide maison victorienne (photos ici) et réalise des plantations tout autour du loch. Par manque d'entretien, cette bâtisse, réalisée en pierre tendre de Mauchline, doit être détruite vers 1948. Le parking du loch est situé sur son emplacement.

## Personnalités
- Bill Shankly (1913-1981), footballeur au Preston North End Football Club et en Écosse avant de diriger le Liverpool FC, né dans le village[7].

## Époque contemporaine
Peu de choses subsistent du village originel.
L'extraction de charbon à partir de mines à ciel ouvert dans les années 1990, a donné lieu à la démolition d'à peu près tout ce qui existait : école, église, Mitchell's Coal Yard, jardins maraîchers de Hillside, deux blocs de maisons du council, les différentes fermes, Airdsgreen, Grashill. etc. Les maisons de fermiers Spireslack ont subsisté mais elles sont entourées de tous côtés de mines à ciel ouvert. Sur les sept maisons encore debout, quatre sont encore occupées y compris un chauffeur de taxi et des artistes (voir les liens). Un promoteur de fermes éoliennes gère la majorité des propriétés mais depuis la prise de contrôle (1er novembre 2010), il a laissé la ferme de West Glenbuck complètement vide ce qui a accéléré la dépopulation du village. Le Lochside Cottage maintenant propriété privée est devenu le 'nouveau' bureau de péage et Wee Darnhunch qui était habité par l'oncle maternel de Robert Burns - John Brown vers 1790 - celui de la route au-dessus. Glenbuck est cité par Robert Burns dans son poème The Brigs of Ayr.

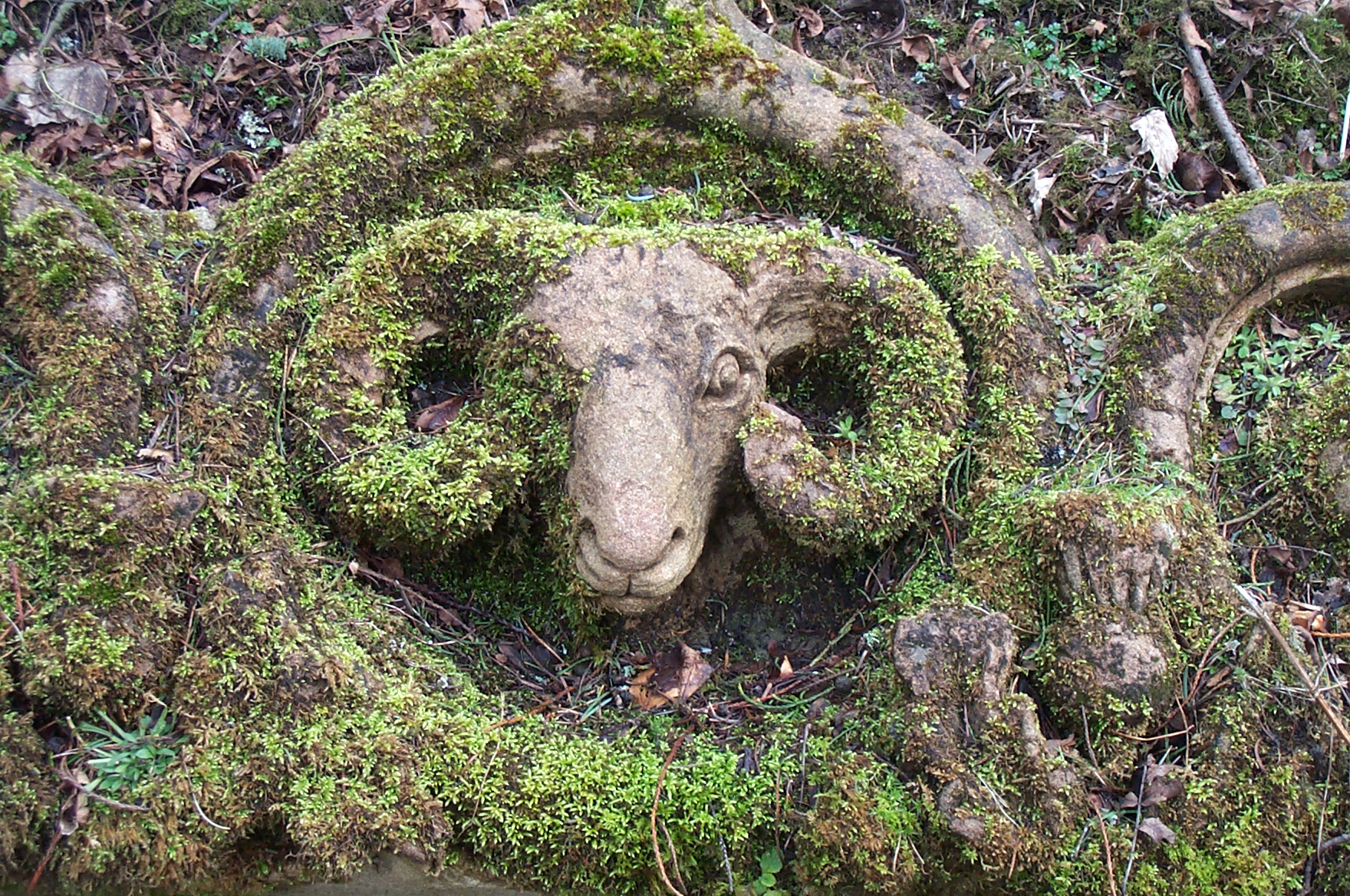
Ornement de Glenbuck Lodge.
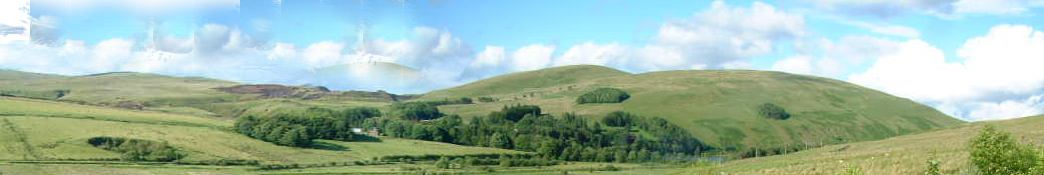
Glenbuck avant l'ouverture des mines dans les années 1990.
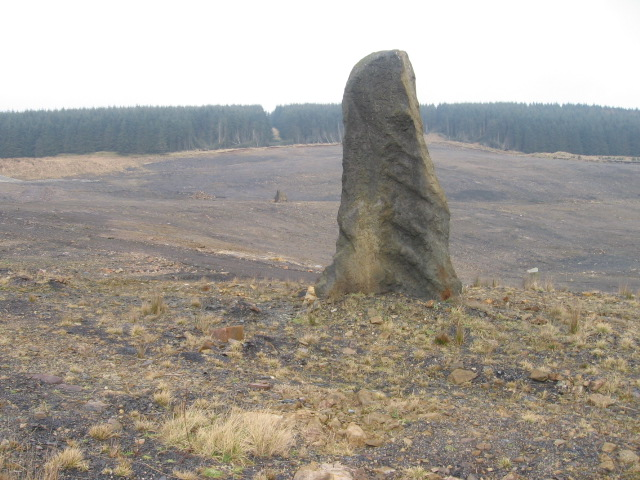
Site des mines à ciel ouvert.
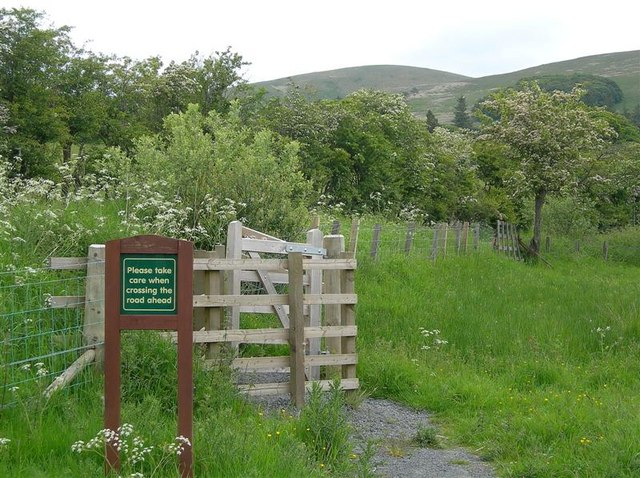
Traversée de l'A70 au niveau de la rivière Ayr.
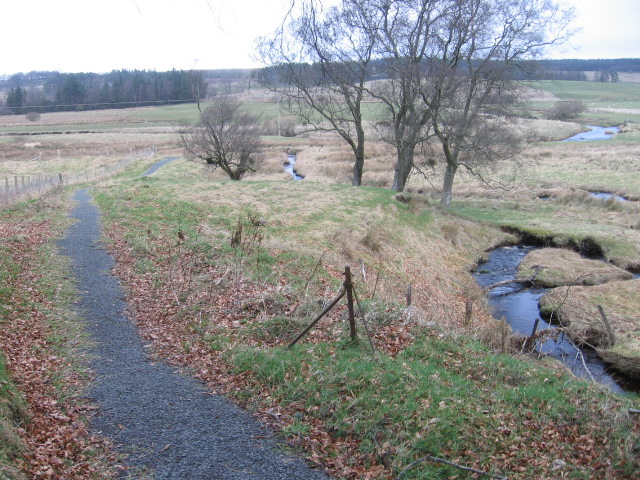
Chemin de randonnée près de l'Ayr.